# 黑斑短额鲆
黑斑短额鲆（学名：Engyprosopon mogkii）为輻鰭魚綱鰈形目鰈亞目鲆科短额鲆属的鱼类，俗名墨氏短额鲆。分布于西达印度南侧、南达印度尼西亚、东北达菲律宾以及广东九龙半岛等，属于热带底层海鱼，棲息深度2-189公尺，體長可達11公分，棲息在底層水域，生活習性不明。该物种的模式产地在苏拉威西岛。